# Gunaveera Cinkaiariyan
Gunaveera Cinkaiariyan, (tamoul : குணவீர சிங்கையாரியன்), de son nom royal Pararacacekaran V, est un roi du royaume de Jaffna, dans l'actuel Sri Lanka. Il fait partie de la dynastie Ârya Chakravarti. 